# デイアネイラ 秋
『デイアネイラ 秋』（仏: Déjanire Automne, 英: Deianira Autumn）は、フランス象徴主義の画家ギュスターヴ・モローが1872年から1873年に制作した絵画である。油彩。主題はケンタウロス族のネッソスが英雄ヘラクレスの妻デイアネイラを誘拐するギリシア神話のエピソードを扱っている。現在はロサンゼルスのJ・ポール・ゲティ美術館に所蔵されている。

## 主題
デイアネイラと結婚したヘラクレスが彼女を連れてエウエノス川を越えようとすると、渡守をしていたネッソスが英雄に代わってデイアネイラを運ぶことを申し出た。そして英雄が川を渡っている隙に彼女を誘拐しようとした。対岸に到着したヘラクレスはデイアネイラの悲鳴で危機に気づき、毒矢でネッソスを殺した。しかしネッソスは死の間際に恐ろしい企みを思いついた。彼はヘラクレスがヒュドラの毒を矢に塗っていることを知っていた。そこでデイアネイラに話しかけ、自分の血に媚薬効果があると嘘をつき、ヘラクレスが浮気をしたらこの血を英雄の服に塗っておくと英雄の愛を取り戻してくれると出鱈目を言った。デイアネイラがこの言葉を信じたために、後年ヘラクレスはネッソスの血に混じった毒が原因で命を落とし、夫の死を聞いたデイアネイラは自らの命を絶った。

## 作品
モローはネッソスによって誘拐される英雄の妻デイアネイラを描いている。ネッソスはデイアネイラの胴を掴み上げ、肌が露わとなったデイアネイラの白い肢体を見上げながら川の中を駆けている。しかし2人の姿に略奪の荒々しさは見られない。むしろ2人はバレエを踊るパートナーのようですらある。またネッソスを射殺すべく矢を放つ英雄の姿も描かれていない。モローはネッソスの男性的な褐色の肉体とデイアネイラの白い身体を対比的に描いているが、彼らの姿は画面全体のうち右下の部分を占め、背景にも重点が置かれている。彼らの背後に立つ木々の葉は赤く染まり、季節が秋であることを示している。

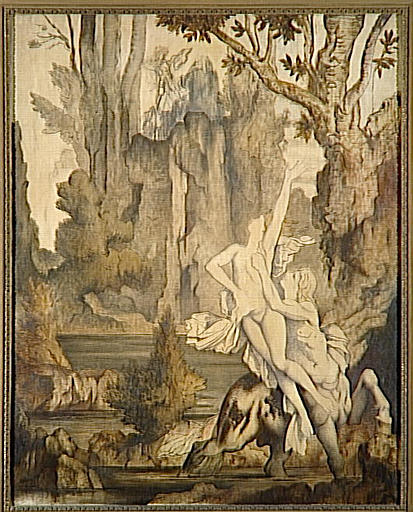
未完成のキャンバス画の1つ『デイアネイラの略奪』。1872年頃。ギュスターヴ・モロー美術館所蔵。

ヘラクレスとデイアネイラ、ネッソスの物語に対するモローの関心は1860年代までさかのぼり、1860年代から1890年代にかけて150もの習作を繰り返している。モローが本格的にこの主題の制作を開始したのは1870年代以降のことで、おそらく1870年に画家の友人であったジュール＝エリー・ドローネーが同じ主題を扱った『ネッソスの死』（La Mort de Nessus, ナント美術館所蔵）を制作し、サロンに出品したことに触発されたと考えられる。

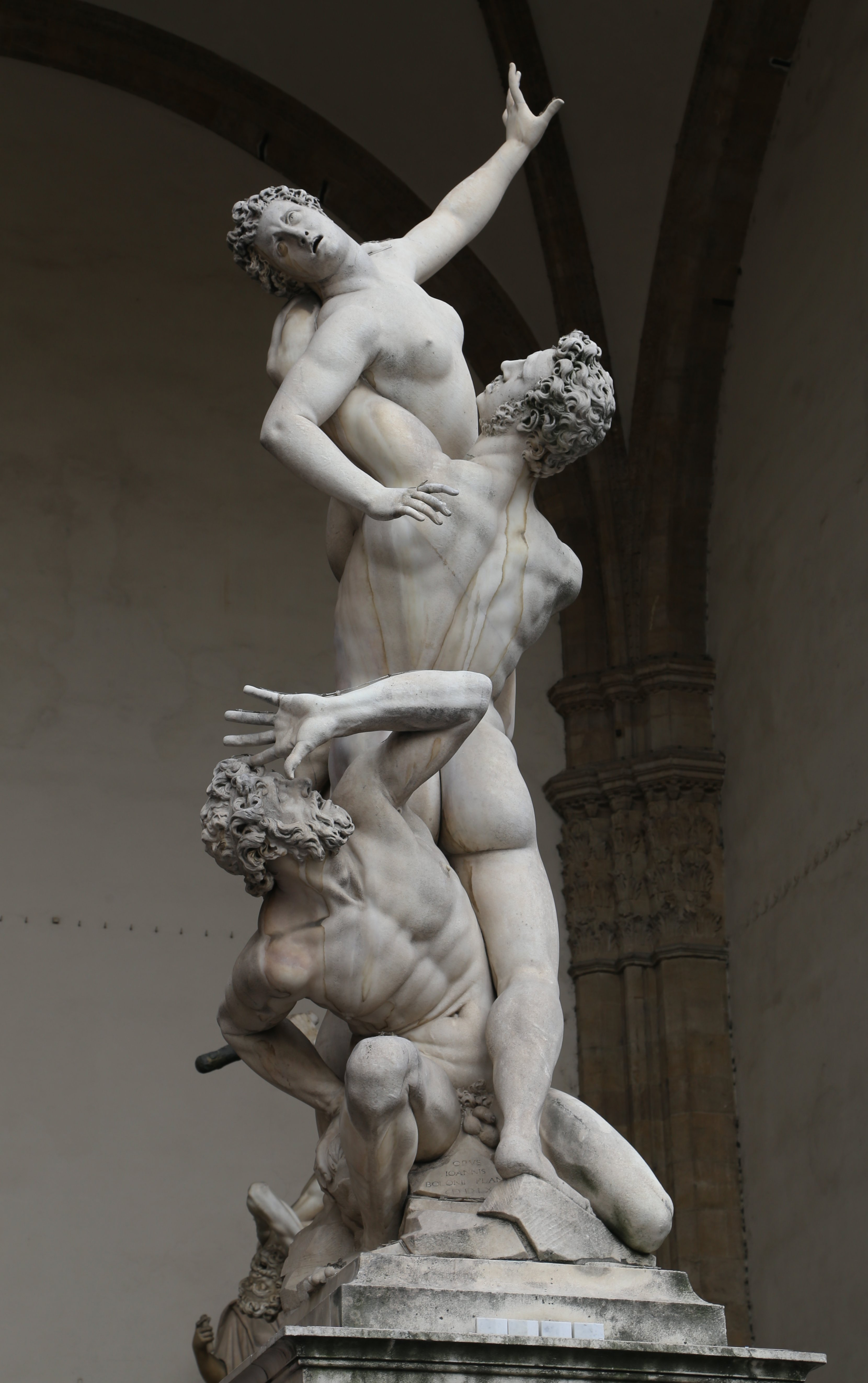
ジャンボローニャの1574年から1582年の彫刻『ザビニの女の略奪』。フィレンツェ、ロッジア・ディ・ランツィ所蔵。

パリのギュスターヴ・モロー美術館には本作品よりもはるかに大きなサイズのキャンバス画が2枚所蔵されており、いずれも未完成のまま残されている。そのうちの1枚『デイアネイラ』（Déjanire）は誘拐者ネッソスを射殺すヘラクレスを描いた1860年頃の初期の素描に基づいて描かれている。そこではネッソスは英雄が川の対岸から放った矢を受けて、河岸に膝をつきながらも、デイアネイラをしっかり掴んだまま見上げており、対してデイアネイラは手を伸ばして英雄に助けを求めている。このデイアネイラとネッソスが向き合うポーズはテオドール・シャッセリオーの1844年の絵画『ダプネとアポロン』（Apollon et Daphné）の影響が指摘されている。
もう1枚の未完成のキャンバス画『デイアネイラの略奪』（L'Enlèvement de Déjanire）は本作品と近い関係にあり、本作品の習作と考えられているが、明確な相違点もある。本作品と同様にデイアネイラとネッソスは画面右下に描かれ、デイアネイラはネッソスから逃れるように身をねじり、振り返って英雄に助けを求めている。このポーズについてはジャンボローニャの彫刻『ザビニの女の略奪』（Ratto delle Sabine）の影響が指摘されている。またモローは遠くの山上に英雄の姿を描いており、矢を放つ一瞬の緊張感をはらんだ情景を描いている。ところが本作品ではデーイアネイラは背後を振り返っておらず、また英雄の姿も描かれていない。モローが本作品で描こうとしたのは、主題となる人物たちとそれを取り囲む自然との調和によってヘラクレスの神話を象徴的に表現することであった。画家は最初の所有者に向けて本作品の意図を伝えてる。

## 来歴
本作品はフランスにおけるロスチャイルド家の分家が所有したことで知られる。最初の購入者レペル＝クォンテ（Lepel-Cointet）は1873年にオテル・ドゥルオーにて画家本人から購入し、1881年にパリの画商ヘクター・ブレイムに売却した。絵画は1885年頃にモローのパトロンおよび絵画コレクターとして知られるシャルル・アイエムを経てジュール・ビール（Jules Beer）の手に渡った。彼は1913年5月29日に画商ジョルジュ・プティに売却した。その後、エドモン・バンジャマン・ド・ロチルド男爵はポール・デュラン＝リュエルを通じて本作品を購入した。エドモンの死後は次男のモーリス・ド・ロチルド、続いてエドモン・アドルフ・ド・ロチルドと彼の一族が相続した。その後エドモン・アドルフ・ド・ロチルドは1980年にロンドン、セント・ジェームズの伝統ある画廊コルナギに売却。コルナギは4年後の1984年にJ・ポール・ゲティ美術館に売却した。

## ギャラリー
ヘラクレス伝説はモローが好んで描いたテーマの1つで、本作品の他にも『自らの馬に喰い殺されるディオメデス』（Diomède dévoré par ses chevaux, 1765年）、『ヘラクレスとレルネのヒュドラ』（Hercule et l'Hydre de Lerne, 1876年）、『ステュムファロス湖のヘラクレス』（Hercule au lac Stymphale, 1875年-1880年頃）、『テスピオスの娘たち』（Les fille de Thespius, 1853年-1883年頃）といった作品が知られている。

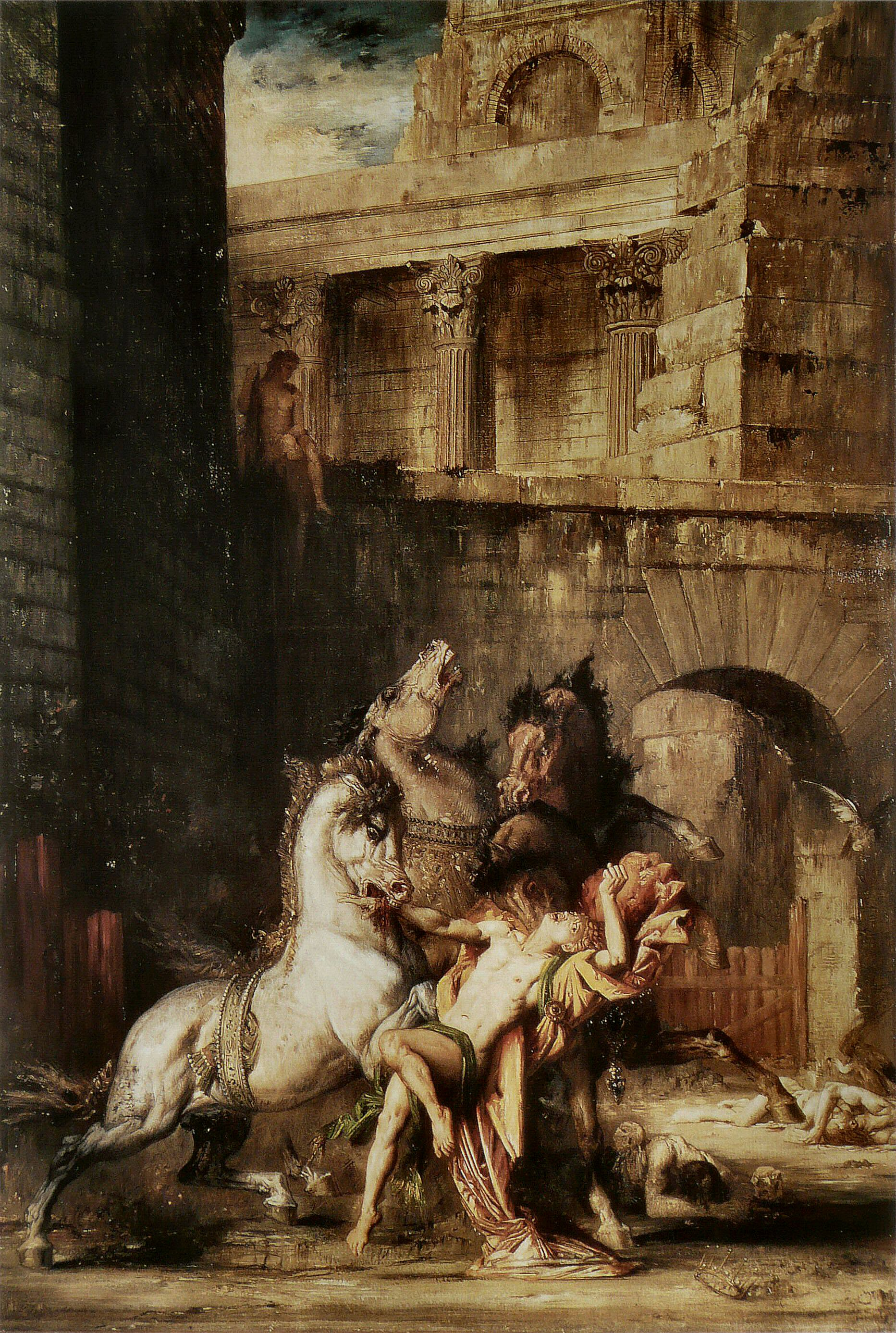
『自らの馬に喰い殺されるディオメデス』（1765年）
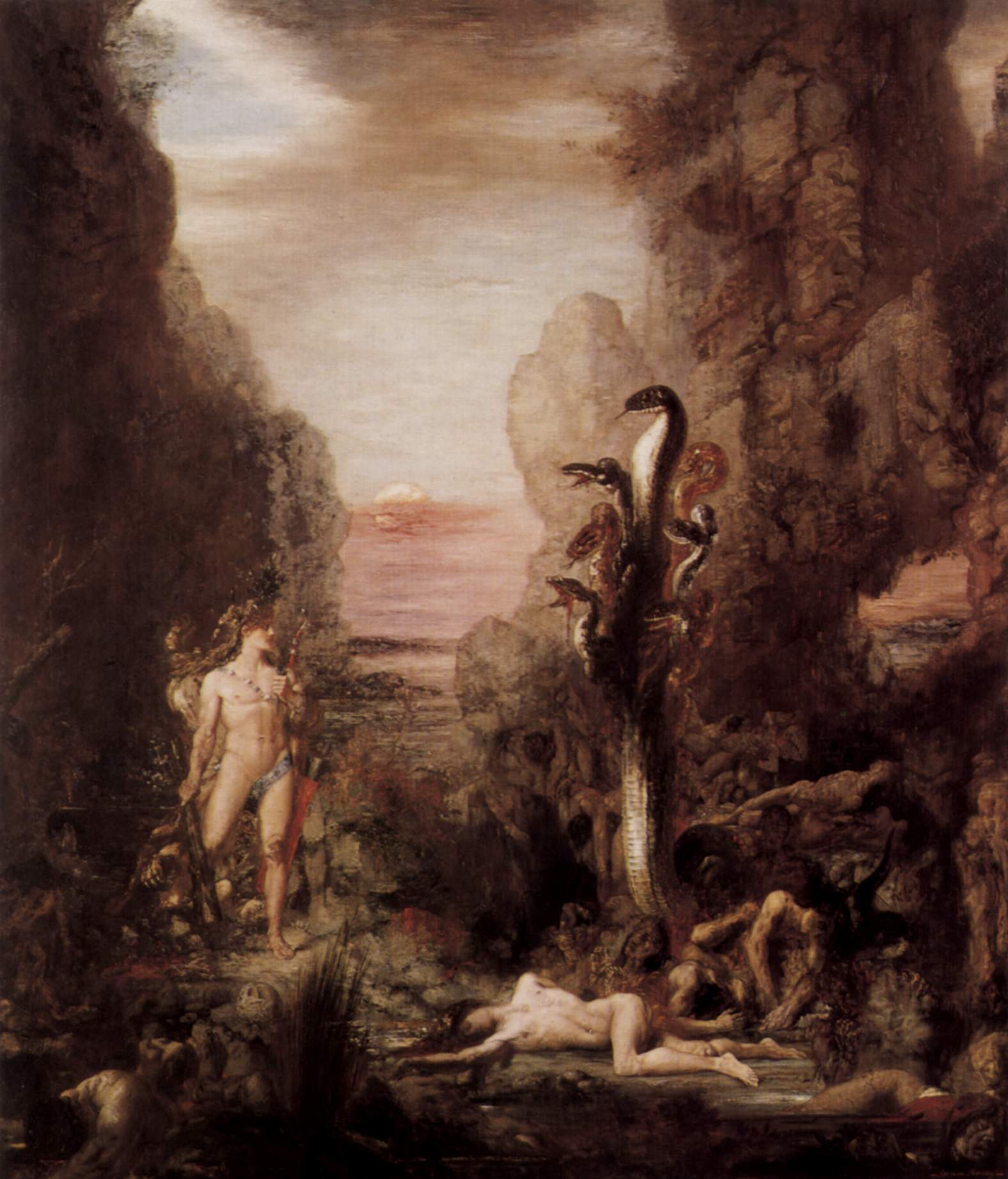
『ヘラクレスとレルネのヒュドラ』（1876年）
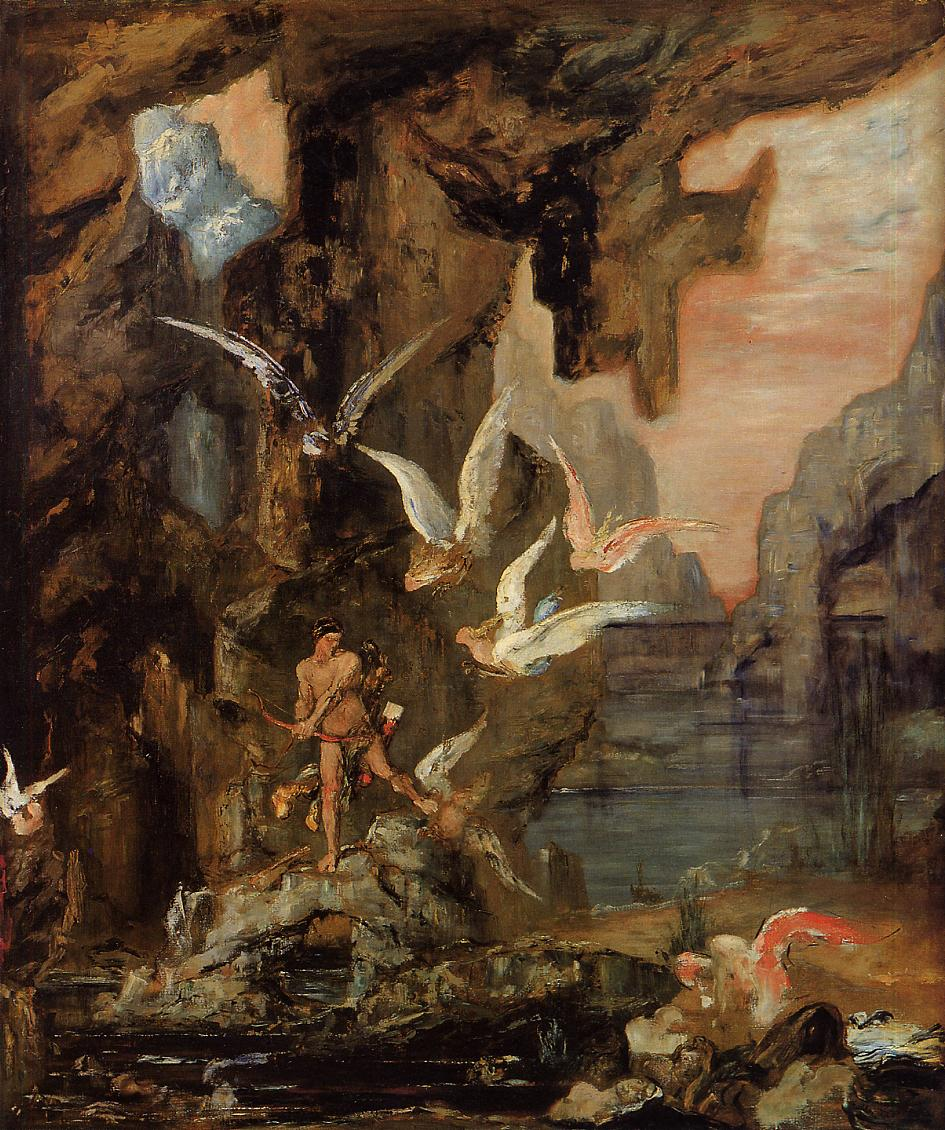
『ステュムファロス湖のヘラクレス』（未完成、1875年-1880年頃）
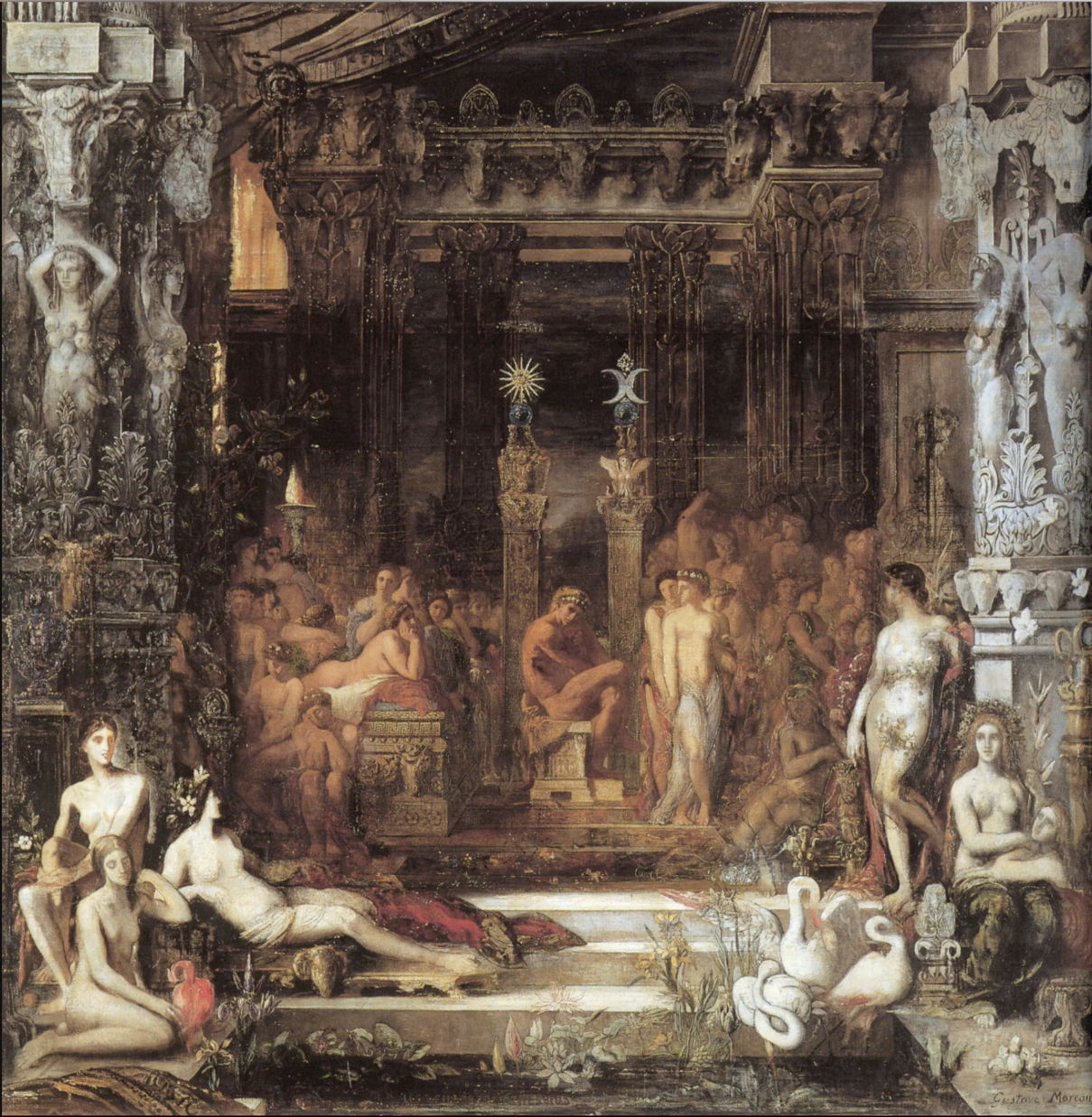
『テスピオスの娘たち』（1853年-1883年頃）